# Packky Sakonnaree
Packky Sakonnaree (thaï : แพ็กกี้ สกลนรี), nom de naissance Sasiwimol Chaiprathes (thai: ศศิวิมล ไชยประเทศ), née le 7 janvier 1999 à Sakon Nakhon, est une chanteuse pop de mor lam thaïlandaise. Elle est l'une des vedettes du luk thung des années 2020, sa carrière ayant débuté en 2021 sous le label GMM Grammy,.
Elle étudie à l'université Sakon Nakhon Rajabhat. Elle chante en lao-Isan et en thaï.

## Discographie

### Single

#### Grammy Gold
- "Rong Hai Klai Nong Harn" (ร้องไห้ใกล้หนองหาน)
- "Yar Ai" (ญาอ้าย)[3],[4],[5]
- "Job Huk Chabab Kway Kway" (จบฮักฉบับควายๆ)
- "Sao Sawang Young Love" (สาวสว่าง Young Love)